# 斑点米
斑点米（はんてんまい）は、米粒に茶褐色の斑点が残った米である。米の等級を決める農産物検査の規定では着色粒の中に分類される。主な原因は、水田周辺の雑草地などから飛来した斑点米カメムシ類が、稲の穂が出た後、籾からデンプンを吸い、その痕にカビが発生するためである。カメムシ斑点米ともいう。カメムシの体内にいる細菌・糸状菌が吸汁の傷口から米に感染して繁殖し、斑点状に変色する。被害が重ければ死米・しいなとなるが、斑点米になるのはむしろ被害が軽いものである。カビ毒などの生成はなく、混入程度も0.1〜0.7%程度と極僅かなので食味には影響しない、健康上も問題ないが、見た目が悪いため商品価値が下がる。対策は、農家段階では広い範囲での農薬散布による。精米段階では色彩選別機を用いて除去する。
他にカメムシを原因としない"クサビ米"もあるが、発生の原因はイネシンガレセンチュウ説、アザミウマ説、高温障害説などがあるものの詳細は明らかになっていない。
ここではもっぱらカメムシ斑点米について解説する。

## カメムシの吸汁
カメムシは口器が注射器の針のような細い管になっており、これを籾の中に差し込んで玄米からデンプンを吸う。出穂前は稲の茎からも養分を吸う。多数のカメムシが取りつきイネの育ちが悪くなる場合もあるが、この被害では斑点米は生じない。斑点米になるのは稲籾を吸われた場合である。籾を吸うカメムシは、差し込んだ口から唾液を出し、中の子実を溶かして吸い上げる。このとき、大型のカメムシは硬い籾殻のどの部分にも穴を開けられるが、口器が弱い小型のものは薄くなっている部分や隙間を狙う。
斑点米を作るカメムシは日本で65種知られているが、重要なものは10種余りで、気候による地域差と、時代による変化がある。東北地方に例をとると、1970年代にはオオトゲシラホシカメムシ、アカヒゲホソミドリカスミカメ、コバネヒョウタンナガカメムシの3種の被害が多かった。1980年代以降カスミカメムシ類の被害が増え、2000年代にはアカヒゲホソミドリカスミカメとアカスジカスミカメが最重要になった。うちアカヒゲホソミドリカスミカメの被害は1970年代には北海道が中心だったが、1990年代から拡大し、東北地方北部と北陸に広がったものである。
カメムシに吸汁された籾が、一様に斑点米になるわけではない。吸汁によって籾が重度の被害を受けると、死米となる。また、原因となるカビを体内にもっていないカメムシに吸われた場合、目に見えた違いがないので斑点米にはならない。カメムシによってカビを植え付けられ、そのカビが繁殖したものが斑点米になる。

## 植物防疫法
斑点米カメムシ類は2000年に植物防疫法の『指定有害動植物』に指定されている。この指定により農水省は「斑点米カメムシ類の防除指導の徹底について」を通達し、全国の水田で薬剤防除が広く実施される切っ掛けとなった。
指定の根拠について、同省は2015年6月、山田太郎参議院議員の質問に対し「根拠となる文書は存在しません」と答えている。

## 着色粒と選別機
農林水産省は、水稲うるち玄米と水稲もち玄米の品位の等級を定めている。一等米は着色粒が全体の0.1％未満で、かつ、不良部分が全体の15％未満であることが求められる。二等米では着色米0.3％未満かつ不良20％未満、三等米は着色米0.7％未満かつ不良30％未満、それも満たせなければ規格外と分類される。変色部分が0.1mmを超えると着色粒、未満なら被害粒に分類される。
着色粒に対する基準が厳しいのは、見た目の悪さが市場価値を下げるためで、そのまま食べても健康上の問題はない。カメムシ被害は斑点米だけではなく、重度の被害で死米になったり、稲の生育不良を引き起こすこともあるが極稀である。だが現代の農家にとっての被害は、加害されて減収することよりも、わずかな混入で等級が下がることのほうが深刻である。
色彩選別機普及以前の米選機・自動選別計量機は、着色粒を取り除くことができなかった。着色粒はわずかな混入でも白米の中で目立ち、商品価値を低下させた。色彩選別機は、センサーカメラで着色粒を識別し、圧縮空気を使って一粒単位で弾き飛ばすことでこの問題を解決した。当初は高価でもっぱら精米工場に設置されてきたが、しだいに個々の農家にも手が届く価格になってきた。農家が消費者に米を直接販売しようとすると色彩選別機が選択肢に入ってくる。現在流通している米のほとんどは、元の等級にかかわらず、斑点米除去済みのものである。

## 斑点米の対策
カメムシの防除に現在もっとも有効とされているのは、農薬散布である。斑点米カメムシは稲で一年間を過ごすのではなく、周辺に生える他の草から飛来して被害を出すので、水田だけを対象にしては防除の効果は上がらない。付近の草むらまで含めた広い範囲の散布が必要になる。
カメムシだけに効き、他の昆虫に効かない殺虫剤はないので、広範囲の散布はその地域の昆虫全体に影響を及ぼす。農薬散布は日本でもミツバチの大量死の原因だと指摘されている。殺虫効果が高く人体への影響が少ないとして1990年代から使用されているネオニコチノイド系農薬が特に悪影響を及ぼしているとする説もある。ミツバチ被害は、蜂蜜生産だけでなく、受粉を養蜂家に依頼する果樹園農家にも打撃を与える。そして、多種多様な昆虫とそれを食べる鳥類に及ぶ自然の生態系を攪乱する。農薬の禁止・制限を求める主張の中には、現行の米の等級基準が着色粒を重視しすぎていると問題視する声もある。2004年に岩手県議会、2005年には秋田県議会が「農産物検査制度の見直しを求める意見書」を国に提出した。

## 斑点米カメムシの一覧
『日本原色カメムシ図鑑』を基礎として作成した。注記がないものは同書による。
- アオクサカメムシ
- アカカメムシ
- アカスジカスミガメ - 2000年代前半東北地方
- アカヒメヘリカメムシ
- アカホシカスミガメ　可能性あり
- アカミャクカスミガメ
- アカヒゲホソミドリカスミガメ - 1970年代に北海道、2000年代前半東北地方
- アズキヘリカメムシ
- アムールシロヘリナガカメムシ
- イチモンジカメムシ
- イネカメムシ - 古くからのイネの害虫。
- イネクロカメムシ
- イワサキカメムシ
- ウズラカメムシ
- ウスグロシロヘリナガカメムシ
- イチモンジカメムシ
- エゾアオカメムシ
- エビイロカメムシ
- オオトゲシラホシカメムラ
- キベリヒョウタンナガカメムシ
- ケブカヒメヘリカメムシ
- コバネヒョウタンナガカメムシ  - 1970年代半ば東北地方
- クサギカメムシ
- クモヘリカメムシ - 西日本
- クロアシホソナガカメムシ
- サビヒョウタンナガカメムシ
- シラホシカメムシ
- タイワンクモヘリカメムシ
- チャイロカメムシ
- チャイロナガカメムシ
- チャバネアオカメムシ
- トゲカメムシ
- トゲシラカメムシ
- ナガグロカスミカメ
- ナガムギカスミガメ - 1972年中国山地[8]
- ハナグロミドリカスミガメ
- ハナダカカメムシ
- ハリカメムシ
- ヒメクモヘリカメムシ
- ヒゲナガカメムシ
- ヒメナガカメムシ
- ヒメハリカメムシ
- ヒメヒラタナガカメムシ
- ヒラタヒョウタンナガカメムシ
- フタモンホシカメムシ
- ブチヒゲカメムシ
- ブチヒゲクロカスミガメ
- ブチヒゲヘリカメムシ
- ホシハラビロヘリカメムシ
- ホソハリカメムシ - 1960年以降関東から中国・四国
- ホソヘリカメムシ
- マキバカスミガメ
- マダラカスミガメ
- マダラナガカメムシ
- マルシラホシカメムシ
- ミナミアオカメムシ
- ミナミホソナガカメムシ
- ムギカスミガメ
- ムラサキカメムシ
- ムラサキシラホシカメムシ
- メダカナガカメムシ
- モンシロナガカメムシ
- ヨツボシヒョウタンナガカメムシ